# Los Reno
Los Reno son un grupo mexicano surgido a finales de 1964 de rock and roll, beat, garage rock, y balada. Son originarios de Monterrey, Nuevo León, México.
Destacan grandes interpretaciones incluidas en su disco de debut, Surgen Los Reno, como sus versiones a español de "Siempre te amaré" (éxito de The Beatles), "Y es por ti", "Habladurías" y "Reflexiona".

## Historia
Los Reno surge a finales de 1964. Realizan varias presentaciones de televisión en la Ciudad de México.
Sus cinco integrantes originales son los siguientes:
- Humberto Sandoval Rodríguez (vocalista)
- Raúl Chapa Montemayor (bajo)
- Abraham Noyola Téllez (guitarra de armonía)
- Gonzalo Rodríguez de León (batería)
- Jesús Horacio González Treviño (requinto)

Graban por lo menos cuatro LP con bastante éxito en los sellos Eco y Discos Peerless, uno para Discos CBS y dos para MCM.
En junio de 1965, graban su primer LP para Eco, Surgen Los Reno, de donde salen sus primeros éxitos: "Reflexiona", "Siempre Te Amaré", "Y Es Por Ti" y "Habladurías". Al año siguiente, graban su segundo LP titulado Los Reno con canciones como "Muchas Razones" y "No Soy Yo".
Ese mismo año, viajan a la Ciudad de México para hacer programas de televisión como Sonrisas Colgate con Los Polivoces y Operación Ja Ja con Manuel "Loco" Valdés. Durante su estancia en la capital, hacen presentaciones personales en distintos cafés cantantes como Hullabaloo y Harlem.
En 1966, graban su tercer LP llamado Tienes Que Esconder Tu Amor para el sello Eco. En ese año, sale Raúl Chapa y es sustituido por Edelmiro Esparza Gutiérrez en el bajo. En 1968, lanzan su cuarto LP titulado Solo Un Juego.
Posteriormente, tienen un receso de 1969 a 1975, año en el cual vuelven a los estudios de grabación para realizar su quinto LP donde sobresale un cover al éxito de Tom Jones, "Ámame Esta Noche", así como la bella composición del vocalista, Humberto Sandoval Rodríguez, titulada "Chiquilla".
En 1980, sale del grupo Abraham Noyola siendo sustituido por Roberto Magallanes en la guitarra de armonía. Ese mismo año, hacen una recopilación de sus primeros tres LP pero ahora para Discos MCM. Posteriormente, realizan otros dos larga duración en homenaje a los pioneros del rock de México para la misma compañía MCM.

## Discografía selecta

### LP
- 1965: Surgen Los Reno
- 1966: Los Reno
- 1966: Tienes Que Esconder Tu Amor
- 1968: Solo Un Juego
- 1975: Lo Mejor De Ayer y Hoy
- 1988: Avísame

### Sencillos
- "Reflexiona"
- "Siempre te amaré"
- "Y es por ti"
- "Habladurías"
- "No soy yo"
- "Me gustas"
- "Escritor de novelas"
- "Muchas razones"
- "Tienes que esconder tu amor"
- "Con el diablo en mi corazón"
- "Te necesito"
- "Cuando tenga 64"
- "Si caí"
- "Mucho dinero"
- "La noche anterior"
- "Sin respuesta"
- "Nos pertenecemos"
- "Lluvia"

## Actualidad
Se siguen presentando con bastante éxito principalmente en el Norte del país, interpretando los temas que los llevaron a tener un gran éxito. 